# Achaemenes longipennis
Achaemenes longipennis är en insektsart som först beskrevs av Walker 1851.  Achaemenes longipennis ingår i släktet Achaemenes och familjen kilstritar. Inga underarter finns listade i Catalogue of Life.